# روبرت ستيثيم
روبرت دين ستيثيم (17 نوفمبر 1961 - 15 يونيو 1985) كان غواصًا في البحرية الأمريكية قُتل على يد مجاهدي حزب الله أثناء اختطاف الطائرة التجارية التي كان على متنها والتي هي تي دبليو إيه الرحلة 847. في وقت وفاته، كان تصنيفه البحري هو عامل صلب [الإنجليزية] من الدرجة الثانية.
تم ترقيته بعد وفاته إلى رتبة رئيس عمال البناء [الإنجليزية].